# Cynanchum
- Commons
- Wikispecies

Cynanchum L. é um género botânico pertencente à família Apocynaceae.

## Sinonímia
| - Ampelamus Raf. - Decanema Decne. - Dicarpophora Speg. - Enslenia Nutt. - Flanagania Schltr. - Folotsia Costantin & Bois - Karimbolea Desc. - Mahafalia Jum. & H. Perrier - Mellichampia A. Gray ex S. Watson - Metalepis Griseb. - Nematostemma Choux - Perianthostelma Baill. - Pycnoneurum Decne. | - Rhodostegiella (Pobed.) C. Y. Wu & D. Z. Li - Roulinia Decne. - Rouliniella Vail - Sarcostemma R. Br. - Scyphostelma Baill. - Seutera Rchb. - Telminostelma E. Fourn. - Tylodontia Griseb. - Vincetoxicum Wolf - Schizostephanus Hochst. ex K. Schum. - Voharanga Costantin et Bois - Vohemaria Buchenau |

## Espécies
- Cynanchum absconditum
- Cynanchum abukumense
- Cynanchum abyssinicum
- Cynanchum acerifolium
- Cynanchum acidum
- Lista completa

## Classificação do gênero
| Sistema | Classificação                    | Referência               |
| ------- | -------------------------------- | ------------------------ |
| Linné   | Classe Pentandria, ordem Digynia | Species plantarum (1753) |